# L'Union nationale des femmes
L'Union nationale des femmes est un journal féministe conservateur fondé par la duchesse Edmée de La Rochefoucauld en 1927 et diffusé jusqu'en 1964. Il est édité par l'Union nationale pour le vote des femmes (UNVF) fondée par Mme Levert Chotard en 1925 et dont la duchesse devient la présidente à partir de 1930.

## Présentation
Le journal revendique l'obtention du droit de vote des femmes et l'égalité des droits afin de mieux défendre les intérêts des mères et des familles. L'UNVF milite pour la défense des « défense des intérêts féminins, familiaux et professionnels ». L'association est influencée par le catholicisme social en plus d'être dans l'orbite de plusieurs formations de droite dont l'Action libérale présidée par le duc Jean de La Rochefoucaud.

## Journalistes
- Suzanne Bertillon
- Mme David le Suffleur
- Louise Zeys
- Marie-Thérèse Moreau
- Suzanne Desternes
- Nathalie Argypoulo
- Henriette Chandet
- Liliane A. Bruneau
- Georgette Barbizet
- Marie-Louise des Garets
- Germaine Blondin
- Mme Ronald Seydoux
- Sylvie de Bertier de Sauvigny
- Thérèse Harvier
- Hélène de Suzannet
- Edmée de La Rochefoucauld